# Raionul Drochia
Raionul Drochia este un raion în nordul Republicii Moldova. Centrul administrativ este orașul Drochia.

## Demografie

### Statistici vitale
Principalii indicatori demografici, 2013:
- Natalitatea: ▲883 (10,0 la 1.000 locuitori)
- Mortalitatea: ▲1.287 (14,0 la 1.000 locuitori)
- Spor natural: -404

### Structura etnică
| Grup etnic | Populație | % Procentaj* |
| ---------- | --------- | ------------ |
| Români     | 75.044    | 86,17%       |
| Ucrainieni | 9.849     | 11,31%       |
| Ruși       | 1.641     | 1,88%        |
| Țigani     | 272       | 0,31%        |
| Găgăuzi    | 44        | 0,05%        |
| Alții      | 242       | 0,28%        |

## Administrație și politică
Președintele raionului Drochia este Vasile Cemortan (PAS), ales în decembrie 2023.
Componența Consiliului Raional Drochia (33 de consilieri), ales la 5 noiembrie 2023, este următoarea:
|  | Partid                                        | Consilieri | Componență | Componență | Componență | Componență | Componență | Componență | Componență | Componență |
|  | --------------------------------------------- | ---------- | ---------- | ---------- | ---------- | ---------- | ---------- | ---------- | ---------- | ---------- |
|  | Partidul Socialiștilor din Republica Moldova  | 8          |            |            |            |            |            |            |            |            |
|  | Partidul Acțiune și Solidaritate              | 7          |            |            |            |            |            |            |            |            |
|  | Partidul Nostru                               | 6          |            |            |            |            |            |            |            |            |
|  | Partidul Dezvoltării și Consolidării Moldovei | 3          |            |            |            |            |            |            |            |            |
|  | Partidul Comuniștilor din Republica Moldova   | 2          |            |            |            |            |            |            |            |            |
|  | Partidul Schimbării                           | 2          |            |            |            |            |            |            |            |            |
|  | Partidul „Renaștere”                          | 2          |            |            |            |            |            |            |            |            |
|  | Partidul Social Democrat European             | 1          |            |            |            |            |            |            |            |            |
|  | Platforma Demnitate și Adevăr                 | 1          |            |            |            |            |            |            |            |            |
|  | Ion Dascal (independent)                      | 1          |            |            |            |            |            |            |            |            |

## Diviziuni administrative
Raionul Drochia are 40 localități: 1 oraș, 27 comune și 12 sate.

## Personalități
- Ion Buga
- Mircea V. Ciobanu
- Ion Costaș
- Eugen Coșeriu
- Iulian Filip
- Claudia Partole
- Ion Moraru, scriitor

## Legături externe
- Consiliul raional Drochia